# Хидрографија Србије
Највећи део територије Србије припада црноморском басену. Састоји се од Војводине, Србије, осим крајњих југоисточних делова око Босилеграда и Трговишта. Морава је највећа национална река у Србији, а Дунав најбогатији водом. Србија нема великих природних језера, а најпознатије Палићко језеро у Војводини има површину од 4,2 км2. Вештачке акумулације као што су Власинско језеро на Власини, Зворничко језеро и језеро Перућа на Дрини, Газиводе на Ибру и Ђердапско на Дунаву су изузетно значајне. Барска језера у Војводини као што су Ечка, Бечеј и Жабаљ имају привредни значај. Једна од најпознатијих орнитолошких станица у Европи је Обедска бара код Купинова у Срему површине 7,2 км2.

## Хидролошке одлике

### Реке
Реке Србије припадају басенима Црног, Јадранског и Егејског мора. Три су пловне: Дунав, Сава и Тиса. Најдужа река је Дунав који кроз Србију тече 588 km, од својих 2.857 km укупног тока. Дунавски басен отварањем канала Рајна—Мајна—Дунав (1992) повезује Северно море са Црним морем.
| Река           | Дужина у Србији | Укупна дужина |
| -------------- | --------------- | ------------- |
| Дунав          | 588             | 2783          |
| Западна Морава | 308             | 308           |
| Јужна Морава   | 295             | 295           |
| Ибар           | 272             | 272           |
| Дрина          | 220             | 346           |
| Сава           | 206             | 945           |
| Тимок          | 202             | 202           |
| Велика Морава  | 185             | 185           |
| Тиса           | 168             | 966           |
| Нишава         | 151             | 218           |
| Тамиш          | 118             | 359           |
| Бегеј          | 75              | 244           |
| Лим            | 68              | 220           |

### Језера
| Језеро                 | Површина km² | Надморска висина m | Највећа дубина m | Запремина воде mil m³ |
| ---------------------- | ------------ | ------------------ | ---------------- | --------------------- |
| Ђердапско              | 253          | 69,5               | 92               | 5000                  |
| Власинско (на Власини) | 16           | 1 213              | 22               | 165                   |
| Перућачко (на Дрини)   | 12,4         | 290                | 70               | 340                   |
| Газиводе               | 11,9         | 692,7              | 105              | 370                   |
| Зворничко (на Дрини)   | 8,1          | 140                | 28               | 42                    |
| Златарско (на Увцу)    | 7,2          | 880                | 75               | 250                   |
| Потпећко (на Лиму)     | 7,0          | 437                | 40               | 43                    |
| Палићко                | 5,6          | 101                | 3,5              | 11                    |
| Бело                   | 4,8          | 75                 | 2,5              | 7                     |